# Anneliese van der Pol
Anneliese Louise van der Pol (Naaldwijk, Hollandia, 1984. szeptember 13. –) holland származású amerikai színésznő, énekesnő.
Legismertebb alakítása Raven Baxter a That’s So Raven (2003–2007) és a Raven otthona (2017–2022) című sorozatokban. 2010-ben a Vámpíros film című paródiában is szerepelt.

## Élete és pályafutása
Van der Pol Naaldwijkban született. Édesapja Willem van der Pol, édesanyja Dyan Ross. A nevét Anne Frank után kapta. Három évesen a családjával Amerikába költöztek.
Első szerepe 1999-ben volt Huntington Beach Playhouse Grease-feldolgozásában. 2003 és 2007 között a Disney Channel That’s So Raven című sorozatának főszereplőjét, Chelsea Danielst formálta meg. 2007 februárjában bejelentették, hogy ő lesz Belle a Broadwayen a Szépség és a Szörnyeteg című musical szanpadi változatában.
2010-ben szerepelt a Vámpíros film című filmben, mely az Alkonyat-filmsorozat paródiája. 2017 és 2022 között a Raven otthona című sorozatban vállalt főszerepet, ismét Chelsea Danielsként.

## Magánélete
2006-ban letartóztatták ittas vezetés miatt. 36 hónapos próbaidőszakra és pénzbírságra ítélték.

## Filmográfia

### Film
| Év   | Magyar cím             | Eredeti cím             | Szerep          | Magyar hang |
| ---- | ---------------------- | ----------------------- | --------------- | ----------- |
| 2001 |                        | Divorce: The Musical    | Chelsey Weber   |             |
| 2005 |                        | Horror High             | Rachael Morrs   |             |
| 2007 | Bratz – Talpra csajok! | Bratz                   | Avery           |             |
| 2010 | Vámpíros film          | Vampires Suck           | Jennifer        | Mezei Kitty |
| 2011 |                        | Cats Dancing on Jupiter | Dayna           |             |
| 2011 |                        | Wish Wizard             | Fairyista       |             |
| 2011 |                        | Extremely Decent        | Jess            |             |
| 2018 |                        | 5 Weddings              | Whitney Simmons |             |

### Televízió
| Év        | Magyar cím         | Eredeti cím                                    | Szerep             | Megjegyzések                                                                               |
| --------- | ------------------ | ---------------------------------------------- | ------------------ | ------------------------------------------------------------------------------------------ |
| 2001      |                    | Express Yourself                               | önmaga             | 1 epizód                                                                                   |
| 2003–2007 |                    | That’s So Raven                                | Chelsea Daniels    | főszereplő                                                                                 |
| 2005      |                    | Totally Suite New Year's Eve on Disney Channel | önmaga             | különkiadás                                                                                |
| 2006      |                    | The Disney Channel Games                       | önmaga             | versenyző                                                                                  |
| 2006      | Kim Possible       | Kim Possible                                   | Heather (hangja)   | 1 epizód                                                                                   |
| 2009      |                    | The Battery's Down                             | Rhonda Busby Smith | 1 epizód                                                                                   |
| 2010–2011 |                    | Shalom Sesame                                  | önmaga             | műsorvezető                                                                                |
| 2011      | Indul a risza!     | Shake It Up                                    | Ronnie             | 1 epizód                                                                                   |
| 2011      | Barátság extrákkal | Friends with Benefits                          | Beth               | 1 epizód                                                                                   |
| 2017      |                    | Shane and Friends                              | önmaga             | 1 epizód                                                                                   |
| 2017–2022 | Raven otthona      | Raven's Home                                   | Chelsea Daniels    | - főszereplő - magyar hangja:[forrás?] - Urbán Andrea (1–3. évad) - Zakariás Éva (4. évad) |
| 2020      |                    | Celebrity Family Feud                          | önmaga             | 1 epizód                                                                                   |
| 2020      | Kikiwaka tábor     | Bunk'd                                         | Chelsea Daniels    | - 1 epizód - magyar hangja:[forrás?] - Andrádi Zsanett                                     |